# Викоморасо (Ђенова)
Викоморасо је насеље у Италији у округу Ђенова, региону Лигурија.
Према процени из 2011. у насељу је живело 366 становника. Насеље се налази на надморској висини од 325 м.